# Eximtur
EXIMTUR este una dintre cele mai importante companii de turism din România. Înființată în 1993, în Cluj-Napoca, compania și-a extins rețeaua de agenții proprii pe tot teritoriul țării, având în prezent 28 agenții proprii și francizate în orașele: București, Cluj-Napoca, Timișoara, Sibiu, Oradea, Arad, Baia-Mare, Suceava, Constanța, Târgu Mureș, Satu Mare, Iași, Mediaș, Alba Iulia, Bistrița, Pitești, Brăila, Hunedoara, Botoșani si Reșița.
În anul 2016, compania deține 18 agenții proprii și 10 în franciză, iar sediul social se află în Cluj-Napoca. 
Activitatea EXIMTUR este specializată și organizată în patru divizii principale: business travel și organizare evenimente, leisure travel, incoming și școala de turism.

## Echipa
Echipa EXIMTUR  este formată din peste 140 de angajați: agenți turoperator și de travel, specializați în ticketing, turism și consultanță de călătorie. Majoritatea sunt tineri, motivați si pregătiți în concordanță cu reguli și standarde bine definite, alături de un nucleu de profesioniști cu experiență și cu diferite calificări.

## Cifra de afaceri
| Anul | Cifra de afaceri (LEI) | Număr mediu salariați |
| ---- | ---------------------- | --------------------- |
| 2015 | 189,166,275.-          | 143                   |
| 2014 | 175,266,662.-          | 134                   |
| 2013 | 160.077.635.-          | 135                   |
| 2012 | 157,059,208.-          | 129                   |
| 2011 | 135,400,285.-          | 132                   |
| 2010 | 115,752,843.-          | 135                   |
| 2009 | 113,357,907.-          | 122                   |
| 2008 | 148,032,548.-          | 127                   |